# Крокер (Мисури)
Крокер (енгл. Crocker) град је у америчкој савезној држави Мисури.

## Демографија
По попису из 2010. године број становника је 1.110, што је 77 (7,5%) становника више него 2000. године.
| Група             | 2000.         | 2010.         |
| Белци             | 1.001 (96,9%) | 1.048 (94,4%) |
| Афроамериканци    | 3 (0,3%)      | 5 (0,5%)      |
| Азијати           | 0 (0,0%)      | 1 (0,1%)      |
| Хиспаноамериканци | 7 (0,7%)      | 31 (2,8%)     |
| Укупно            | 1.033         | 1.110         |